# التهذيب (مجلة)
مجلة التهذيب هي مجلة يهودية بالعربية في القاهرة من عام 1901 إلى عام 1903 صدرَت في 33 عددًا. ونُشرَت شهريًّا خلال السنة الأولى، وبعد ذلك ثلاث مرات في الشهر. من المحتمل أنها أقدم مجلة يهودية موجودة باللغة العربية. وقد استخدم مؤسسها ورئيس تحريرها المحامي اليهودي القرائي المصري مراد فرج (1866-1956) المجلة منصةً للتغييرات في المجتمع اليهودي القرائي في مصر، وهي المجموعة المستهدفة للمجلة. ركز محتوى المجلة على الهوية والتوجه الثقافي بالإضافة إلى الإصلاحات والمواضيع الدينية. كانت المجلة متعدد الجوانب واحتوت على مقالات حول السلوك الأخلاقي والحلول المقترحة بالإضافة إلى المسائل القانونية الدينية مثل الميراث والقرابة والختان وقوانين النظام الغذائي اليهودي (الكشروت).